# Sea of Thieves
Sea of Thieves är ett actionäventyrsspel utvecklat av Rare och publicerat av Microsoft Studios i mars 2018 för Windows och Xbox One. Spelet beskrivs av Rare som ett "äventyrsspel i en gemensam spelvärld". I spelet utforskar spelaren en öppen värld via ett piratskepp, och under sina äventyr kommer grupper av spelare regelbundet att möta varandra. Spelarna har möjlighet att dels bilda allianser med varandra, dels att försöka sänka varandras piratskepp. Spelaren antar rollen som en pirat som genomför resor för olika handelshus.
Spelets utveckling påbörjades år 2014. Rare inspirerades av spelare av PC-titlar som EVE Online, DayZ och Rust. Rare använde verktygen från dessa spel för att spelare skulle kunna skapa sina egna personliga berättelser. Företaget provade ett antal olika teman för spelet, såsom vampyrer och dinosaurier, för att så småningom landa i pirattemat. Utvecklarna hämtade inspiration från filmer som Pirates of the Caribbean och Goonies – Dödskallegänget. Spelet har ett progressionssystem där spelaren endast kan låsa upp kosmetiska föremål, som exempelvis nya dräkter till spelarens avatar och utseende till spelarens piratskepp. Detta eftersom utvecklingsteamet ville uppmuntra såväl nya som erfarna spelare att spela med och mot varandra. Under spelets utvecklingsprocess inkluderades potentiella kunder genom att de bjöds in att prova spelet i olika stadier. Detta hade inte gjorts i samma utsträckning när Rare utvecklat andra spel.
Sea of Thieves fick blandade recensioner vid lanseringen. Flera kritiker hyllade spelets skeppsstrider, flerspelarläge, grafik och spelfysik. Spelet fick däremot kritik för dess brist på innehåll, progression och dess ytliga spelupplägg. Rare föreställde sig spelet som ett "game as a service" (GaaS) och släppte ett flertal innehållsuppdateringar efter spelets lansering, varav många tilldelades positiva recensioner. En förbättrad version av spelet släpptes till Xbox Series X/S i november 2020. I oktober 2021 hade spelet mer än 25 miljoner spelare. 

## Spelupplägg
Sea of Thieves är ett actionäventyrsspel i förstapersonsperspektiv. I början av spelet får spelaren välja mellan åtta figurer. Spelare på högre nivåer kan ändra sin spelfigurs utseende, såsom att välja nya kläder och smink. Spelet utspelar sig i en gemensam spelvärld, vilket innebär att olika grupper av spelare kommer att möta varandra under sina resor (på engelska: Voyages). Solo- och duospelare seglar runt i en slup. Spelare som spelar i grupper om 3 eller 4 spelare kontrollerar en större brigantin (3 spelare) eller en galjon (4 spelare). På dessa skepp skall spelarna samarbeta genom att anta olika roller, såsom att styra skeppet, bemanna kanonerna, navigera eller att spana från masten. Ibland kan spelare stöta på fientliga spelare som kan välja att attackera dem med kanonkulor eller borda deras skepp. Om ett skepp skadas under däck kommer vatten att flöda in vilket kan få fartyget att sjunka gradvis. Spelaren måste då använda tråplankor för att laga hålen och hinkar för att tömma vattnet som flödat in. Spelaren kan bygga allianser med andra spelare. Om spelarna i en allians genomför en gemensam resa kommer de att erhålla bonuspoäng i form av guld. Även spelare som är medlemmar inom samma allians kan attackera varandra. Om en spelare dör skickas denne till ett spökskepp, i spelet betecknat som "Ferry of the Damned" (på svenska: de fördömdas färja), där spelarens figur väntar tills denne kan återuppstå. I speluppdateringen Anniversary introducerades ett flerspelarläge vid namn "Arena". I Arena tävlar uppemot sex spelarlag mot varandra genom att samla in silver från mindre öar i världen.
Spelarna kan genomföra olika uppdrag i form av resor som utlyses av spelets tre största handelshus: Gold Hoarders, Order of Souls och Merchant Alliance. I reseuppdragen som utlyses av Gold Hoarders ges spelarna en skattkarta alternativt ställs de inför en gåta för att kunna hitta en skatt. Order of Souls utlyser reseuppdrag i form av stridsutmaningar. Merchant Alliances utlyser reseuppdrag som kräver att spelare levererar varor till olika leverantörer inom en viss tid. I spelet förekommer även tre mindre handelshus: Hunter's Call, Reaper's Bones och Tall Tales. Hunter's Call och Reaper's Bones utlyser inga reseuppdrag. I stället delar Hunter's Call ut belöningar till spelare som överlämnar tillagad fisk och kött till handelshuset. Spelarens belöning utfaller större vid leverans av mer sällsynta fiskrätter. Reaper's Bones delar ut belöningar för alla typer av skatter, men för att stiga inom deras led måste spelare överlämna "skatter vilka åvilar en förbannelse" (på engelska: Cursed Treasures) eller flaggor som spelaren kan stjäla från andra skepp. När en spelare gräver upp en skattkista måste denne leverera den till representanterna för det uppdragsgivande handelshuset. Den som däremot är i besittning av skattkistan är helt försvarslös och andra spelare har möjlighet att beslagta kistan. Om en spelare slutför ett reseuppdrag erhåller denne guld, som kan användas för att köpa nya kosmetiska föremål. Husdjur, emotes och föremål, såsom kläder och smink, kan också köpas med riktiga pengar genom att spelaren går till "Pirate Emporium Store". Dubloner kan bytas in mot antingen guld eller rykte. Dubloner kan intjänas genom att man genomför uppdrag från Bilge Rats, det fjärde handelshuset som tillades till spelet efter en speluppdatering och som tilldelar uppdrag, utlyser utmaningar samt ställer kläder och smink till förfogande. I Anniversary-utgåvan av spelet tillades en ny uppdatering i form av Tall Tales, som innehåller ett antal narrativa uppdrag. Att slutföra uppdrag ger också spelare ryktespoäng, som låser upp mer komplicerade uppdrag från de olika handelshusen och ger möjlighet att köpa ytterligare föremål. När en spelare når nivå 50 vid tre av de sex handelshusen kommer denne att utses till "Pirate Legend" (Piratlegenden), vilket ger spelaren nya föremål och tillgång till ett piratgömställe vid namn Tavern of Legends, samt ett speciellt handelshus vid namn Athena's Fortune.
Spelare kan fritt utforska spelets öppna värld på egen hand eller tillsammans med andra spelare. När spelare utforskar en ny plats i spelvärlden kan de hitta olika resurser såsom träplankor, kanonkulor och mat i form av bananer, kokosnötter och mango som kan återställa spelarens hälsa. Spelare kan även samla på vapen som huggare, pistoler, muskedunder och prickskyttegevär. Dessa kan användas för att besegra olika fiender som är utplacerade i spelvärlden, såsom levande skelett och hajar. När spelare seglar över havet kan de ibland stöta på åskväder och andra ogynnsamma väderförhållanden, skeppsvrak, flaskmeddelanden, skelettskepp, spökflottor eller två monster: megalodonen och kraken. I skelettfort kan spelaren genomföra räder tillsammans med andra spelare på samma server. Platserna för forten är markerade med moln som är formade som dödskallar. Spelare kan interagera med varandra med hjälp av emotes eller genom att kommunicera via ett text- och röstsystem i spelet. Piraterna kan också spela musikinstrument tillsammans och besöka krogar. I Anniversary-uppdateringen kan spelare delta i fritidsaktiviteter såsom fiske, jakt och matlagning.

## Utveckling
Sea of Thieves utvecklades av den brittiska datorspelsutvecklaren Rare. Nästan samtliga av företagets 200 anställda var involverade i spelets utveckling. Utvecklingsteamet inledde det förberedande arbetet år 2014 då de hade inspirerats av spel som EVE Online, DayZ och Rust. Företaget hade som mål att skapa ett spel där spelare kunde skapa sina egna personliga berättelser. Efter fem månader hade teamet skapat en spelbar prototyp vid namn Athena med hjälp av spelmotorn Unity. Efter att ha testspelat prototypen beslutade cheferna Phil Spencer och Kudo Tsunoda på Microsoft att prototypen skulle vidareutvecklas. Röstinspelningarna för de icke-spelbara karaktärerna i spelet gjordes av anställda hos Rare. I samband med Sea of Thieves gick Rare över från att använda sin egen spelmotor till att använda sig av spelmotorn Unreal Engine 4.
Rare har ansetts vara en icke-transparent studio, som ofta höll sin spelutveckling hemlig. Eftersom Sea of Thieves skulle bli ett flerspelarspel valde teamet att använda en transparent strategi för att säkerställa att spelets innehåll skulle få ett bra gensvar hos spelarna. Teamet gav allmänheten möjligheten att ta del av spelets utveckling genom att erbjuda möjligheten att registrera sig för ett Insider's Program, som gav spelare tillgång till en tidig version av spelet. Insider's Program gjorde det möjligt för Rare att experimentera med olika funktioner i spelet samtidigt och i samband med detta få återkoppling från spelarna. Deltagarna kunde också diskutera med utvecklarna i ett slutet forum. Mer än 30 000 spelare registrerade sig för Insider's Program. Med hjälp av Insider's Program lärde sig Rare mer om hur spelare kunde interagera med varandra och använde denna information till att hjälpa teamet att fatta beslut gällande spelupplägget. Teamet beslutade exempelvis att möjliggöra ensamspel efter begäran från ett flertal spelare från Insider's Program.

### Influens och miljö
Studioregissören Craig Duncan berättade att Sea of Thieves var designat att vara det "vänligaste" flerspelarspelet som någonsin skapats. Trots att Rare traditionellt sett är en konsolspelsutvecklare har företaget noterat hur spelare från PC-spel som DayZ och Rust, liksom simulationsdatorspel som EVE Online, skapade sina egna personliga berättelser med hjälp av verktygen som finns i respektive spel. Företaget påpekade dock att dessa spel oftast straffade sina spelare hårt vid till exempel dödsfall, och teamet strävade efter att skapa en mer lättsam och tillgänglig version av dessa spel. Vid lanseringen av spelet fanns det ingen form av berättelse i spelet eftersom teamet ansåg att spelarna skulle ha tillgivits en skrädarsydd upplevelse ifall de skulle ha erbjudit dem en strukturerad berättelse. Joe Neate, exekutiv producent av Sea of Thieves, beskrev spelet som en improviserad komedi och tillade att spelet handlar om att gå "off-script". Rare formade världen och spelets historia för att spegla spelarnas handlingar samt inkluderade olika påskägg för att berömma deras handlingar eller prestationer. Teamet ansåg att det skulle ha blivit svårt att införliva spelarnas handlingar i spelets historia ifall de hade tillagt en berättelsedriven kampanj till spelet.
Företaget testade även andra teman för spelet, som vampyrer och dinosaurier. Så småningom valde de pirattemat eftersom det passade ihop med spelets målsättning att uppmuntra samarbete. Genom detta såg man också en möjlighet att fylla en lucka på marknaden, då Rare ansåg att det saknades bra alternativ i genren. Pirattemat ger spelarna frihet i spelets värld och så att de fritt kan bestämma hur de vill spela och agera. Utvecklingsteamet lät sig inspireras av bland annat Pirates of the Caribbean och Black Sails. Speldesignern Mike Chapman berättade att många paralleller kan dras mellan Sea of Thieves och Goonies – Dödskallegänget, där en grupp vänner går samman medan de söker efter skatter, vilket skapar en resa som de alla kommer ihåg. Joe Neate tillade att spelets mål var att framkalla "[en] känsla av resande, utforskande och upptäckande", och att teamet inspirerades av The Legend of Zelda: The Wind Waker. Teamet implementerade en "piratgenerator" istället för att låta spelare anpassa sin avatar. Teamet fruktade att alla spelare skulle skapa "avskyvärda" karaktärer som inte skulle passa in i spelets visuella stil, som är stiliserad och innehåller handmålade texturer. Craig Duncan tillade att teamet valde denna målade konststil för att de ville att den skulle vara "tidlös" och återspegla den "glada" och "förtjusande" spelvärlden.

### Spelets utformning
Rare hade uppmärksammat att erfarna spelare i många flerspelarspel fokuserar på att komma till slutet av spelet istället för att spela med andra spelare, medan nybörjare i spelen oroar sig för att deras utveckling ska släpa efter mer erfarna spelare. Därför introducerade teamet en "horisontell progression", där spelare erhåller kläder och smink när högre nivåer uppnås i spelet; inget föremål har utmärkande egenskaper, så att slutspelsinnehållet inte skulle ge spelbonusar till erfarna spelare. Detta progressionssystem uppmuntrar mer erfarna spelare att hjälpa nybörjare när de genomför resor och att minska klyftan mellan de två erfarenhetsnivåerna. Som ett äventyrsspel med en "gemensam värld" valde Rare att ha ett visst avstånd mellan varje spelargrupp på en server snarare än att begränsa antalet spelare per server, så att spelare får möta andra spelare regelbundet men inte för ofta. Mike Chapman uppskattade att en spelare kommer att se ett annat spelarkontrollerat skepp var 15:e till 30:e minut.
Spelet utformades för att uppmuntra spelarinteraktioner och för att testa spelarnas "soft skills", det vill säga grad av empati och social förmåga. Spelet har inte en nybörjarhandledning. Rare ville istället att spelarna skulle upptäcka spelet på egen hand. Teamet valde att inte skapa några särskilda spelregler, detta för att uppmuntra spelarna att använda sin kreativitet. Istället använde sig Rare av ett så kallat "emergent gameplay" vilket på ett systemiskt sätt introducerar skeppsvrak och fort som spelare kan upptäcka. Mike Chapman beskrev dessa platser som en "katalysator för berättelser" som sammanför olika spelare och främjar samarbete och konkurrens. Genom att Rare valt att lägga till slumpmässiga händelser, som exempelvis attacker från sjömonster, skapas överraskningsmoment. På grund av det så kallade "emergent gameplay" betraktades Sea of Thieves också som ett "sebart och delbart spel", och teamet hoppades att detta skulle locka spelare som tittade på spelet på direktsända videoströmningsplattformar för datorspel som Twitch eller Mixer att köpa det.
Även om spelet kan spelas av en ensam spelare utan allianser, är spelet utformat för samarbete mellan flera spelare. Chapman tillade att samarbete i spelet förbättrar upplevelsen eftersom "det är vettigt i just den världen", genom att man hjälps åt inom besättningen av ett skepp. Spelet har ingen specialisering för att uppmuntra spelare att anta olika roller i besättningen för att man ska hjälpas åt med olika saker.
Besättningsstorleken har begränsats till fyra spelare för att spelarna ska få möjlighet att kunna bygga "intima vänskapsband" och undvika att spelarna splittras, vilket skulle förhindra kommunikationen mellan spelarna. Joe Neate beskrev spelet som ett "verktyg för att skapa vänskap" och hoppades att spelet skulle kunna bli en plattform där olika spelare kan bli vänner med varandra. Rare tillade vidare att de kände att de har ansvaret för att skapa en "positivt social miljö online". Spelet utformades för att tydliggöra konceptet med samarbete och vänskap. Som exempel kan nämnas att spelare inte tillåts skada andra i samma besättning, och alla belöningar delas lika mellan alla medlemmar av en besättning. I ett av spelets tidiga prototyper kan spelare i samma besättning förråda varandra, men den funktionen skrotades senare eftersom teamet upplevde detta som ”hemskt”. Joe Neate tillade att spelet "bokstavligen inte gav någon anledning eller motivation till att göra något annat än att samarbeta". Rare inkorporerade flera åtgärder för att minska störande och stötande beteenden från vissa spelare. Till exempel kan spelare rösta för att låsa in en störande spelare i en brigg.

## Lansering
Sea of Thieves presenterades år 2015 på Microsofts presskonferens på den årliga datorspelsmässan E3, där Craig Duncan beskrev spelet som Rares "mest ambitiösa projekt." Spelet var planerat att släppas år 2017, men försenades till början av år 2018. Microsoft marknadsförde spelet flitigt. Spelare som förbeställde spelet fick Black Dog Pack, som innehöll exklusivt kosmetiskt innehåll och tillgång till en sluten betaversion av spelet. Spelare kunde också köpa en separat trådlös Xbox-spelkontroll med Sea of Thieves-tema, och alla som köpte Xbox One X-konsolen mellan den 18 och 24 mars 2018 fick en gratis digital kopia av spelet. Microsofts australiensiska dotterbolag samarbetade med musikbandet Captain Hellfire & The Wretched Brethren för ett tvådagarsevenemang där piratbandet sjöng olika shantys efter önskemål från spelare. Programmet sändes via Facebook, Mixer och Twitch från den 24 till 25 mars 2018. Microsoft lanserade också "The Quest", ett alternativt verklighetsspel där spelarna uppmanas lösa olika gåtor. Vinnarna skulle få en av fyra gyllene bananer (var och en värderad till 20 000 brittiska pund, ungefär 250 000 SEK) som belöning. Rare arrangerade också en tävling som gav fansen i uppdrag att skapa "achievements" för spelet. Flera stresstester och betaversioner släpptes inför spelets officiella lansering den 17 mars 2018. Vid lanseringen rapporterade många spelare att de inte kunde logga in i spelet. Craig Duncan sade att Rare underskattade behovet av serverkapacitet eftersom antalet personer som loggade in för att spela spelet under lanseringsperioden var oväntat högt. Olika korrigeringar har släppts för att förbättra spelets online-infrastruktur.
Förutom att Sea of Thieves såldes via spelåterförsäljare var spelet vid lanseringen även tillgängligt både via Xbox Play Anywhere och för prenumeranter av Xbox Game Pass. Först i februari 2019 kunde både PC- och Xbox One-spelare valfritt spela med varandra i gemensamma servrar (på engelska: Crossplay). Rare ville säkerställa att alla spelare oavsett plattform skulle känna att "de spelar på lika villkor". På PC var spelet initialt endast tillgängligt via Xbox Game Pass och Microsoft Store innan Microsoft sade att spelet skulle bli tillgängligt på Steam i april 2020. Sea of Thieves släpptes på Steam den 3 juni 2020. Spelet nådde den globala toppsäljarlistan samma vecka. Spelare började sätta regler, utveckla sina egna utmaningar och hålla egna evenemang. Företaget avslöjade efteråt planer på att lägga till privata servrar i spelet, i syfte att uppmuntra spelare till att skapa sina egna servrar. I oktober 2021 meddelade Rare att spelet sedan lanseringen hade spelats av 25 miljoner spelare. Detta firades med att spelare som loggade in i spelet mellan den 19 och 26 oktober 2021 tilldelades 25 000 guld och 25 dubloner. En lyckligt lottad spelare skulle dock tilldelas 25 miljoner guld.

### Nedladdningsbart innehåll
Rares ursprungliga avsikt med Sea of Thieves var att spelet skulle vara ett "game as a service" (GaaS). GaaS innebär att Rare kontinuerligt skulle tillägga nytt innehåll till spelet och att spelare genom mikrotransaktioner skulle betala en viss summa pengar för att kunna nyttja det nya innehållet. Rare planerade att spelet skulle fortsätta att erhålla uppdateringar i 10 års tid. Efter att teamet hade åtgärdat de flesta av spelets tekniska problem började de titta på spelarnas återkopplingar och upptäckte att spelarna klagade på att det inte fanns tillräckligt med aktiviteter för dem att delta i. Chapman uppgav då att teamets strategi var att ge spelarna vad de efterfrågade, och samtidigt säkerställa att uppdateringarna passar in i konceptet bakom Sea of Thieves, där de erbjudna aktiviteterna skulle överraska spelarna. Rare har fyra utvecklingsteam som arbetar parallellt med att skapa spelets olika expansioner så att stora innehållsuppdateringar kan släppas med jämna mellanrum, samtidigt som Rare säkerställer att varje team får tillräckligt mycket utvecklingstid för att färdigställa varje expansion. Teamet hoppades kunna släppa en stor innehållsuppdatering varannan månad och använde "Bilge Rat Adventures", som är tidsbegränsade utmaningar, för att fylla den eventuella luckan mellan varje expansion. Det slutliga målet var att göra spelet "så stort och framgångsrikt som det kan bli". Den första stora expansionen, "The Hungering Deep", utvecklades inom två månader, vilket också var teamets mål. Den andra expansionen, "Cursed Sails", introducerade skelettskepp som styrdes av spelets artificiella intelligens (AI), i motsats till spelarstyrda skepp. Funktionen implementerades trots att teamet före spelets lansering var fast beslutna att inte göra detta, då den ursprungliga idén var, att varje skepp som en spelare eller spelarteam skulle möta i spelet skulle ”tillhöra” andra ”äkta” spelare. Skälet till att man ändrade sig var, att funktionen med skepp styrda av själva spelet var ett av de viktigaste önskemålen från spelarna. Anniversary-uppdateringen, som lade till både Tall Tales och Arena, var så pass stor att den beskrevs av Rare som en "Relaunch" (på svenska: ny lansering) av spelet. Eftersom Rare inte ville splittra sin spelarbas beslutade teamet sig för att släppa samtliga expansioner gratis. Smuggler's Fortune, som släpptes i september 2019, lade till "Pirate Emporium", en butik som stöder mikrotransaktioner. En ny typ av valuta som heter "Ancient Coins" kan köpas från både Xbox-butiken och i spelet. Rare släppte uppdateringar varje månad och introducerade nya Tall Tales, nya spellägen, nya uppdrag och nya funktioner fram till december 2020.
I december 2020 meddelade Rare att man ville upphöra med att släppa nya speluppdateringar varje månad och att istället ville anta den så kallade "battle pass"-modellen. Modellen hade populariserats av spel som Fortnite och Fall Guys. Varje säsong i Sea of Thieves, som skulle pågå i cirka tre månader och skulle introducera nytt innehåll eller nya sätt att spela spelet, kombinerade med regelbundna liveevenemang. Rare introducerade också "Plunder Pass" som erbjuder spelare valfria "premium"-föremål. Den första säsongen inleddes i januari 2021 och säsong två inleddes i april 2021. Rare meddelade också I början av år 2022 att man ville sluta uppdatera och i följd av detta stänga av Arena-läget eftersom den stora majoriteten av spelarna ägnade sin tid åt att spela det kooperativa äventyrsläget. Avstängningen av Arena-läget fullföljdes i mars samma år. Rare beskrev år 2022 som det "största året hittills" för Sea of Thieves, och företaget planerade att lägga till fler funktioner, inklusive "Adventures", som är berättelsedrivna liveevenemang som varar i cirka två veckor, och "Mysteries", som skulle utvecklas under ett antal månader. Varje äventyr designades som ett kapitel i en lång berättelse, eftersom teamet hade en förhoppning om att dessa liveevenemang skulle "skapa en känsla av ständig fara inom spelvärlden". Mysteries inspirerades av alternativa verklighetsspel, där ledtrådar skulle ges till spelarna både i och utanför spelet.

## Recensioner
| Mottagande      | Mottagande                |
| Samlingsbetyg   | Samlingsbetyg             |
| Tjänst          | Betyg                     |
| --------------- | ------------------------- |
| Metacritic      | 67/100 (PC) 69/100 (XONE) |
| Recensionsbetyg |                           |
| Publikation     | Betyg                     |
| Destructoid     | [ 94 ]                    |
| Eurogamer       | Rekommenderad             |
| FZ              | [ 96 ]                    |
| Game Informer   | [ 97 ]                    |
| Game Revolution | [ 98 ]                    |
| Gamespot        | [ 99 ]                    |
| Gamesradar      | [ 100 ]                   |
| Gamereactor     | (2020)                    |
| IGN             | (2020)                    |
| PC Gamer US     | 72/100                    |
| Polygon         | [ 104 ]                   |

Sea of Thieves tilldelades blandade betyg av recensenter enligt webbplatsen Metacritic. Ett flertal recensenter var överens om att spelet hade potential att bli framgångsrikt, men de ansåg samtidigt att spelet hade brist på innehåll och de ifrågasatte företagets beslut om att publicera spelet som en fullprisprodukt. Spelet fick beröm för dess grafik och spelfysik.
Spelets flerspelarläge tilldelades mestadels positiva omdömen. Jordan Devore från Destructoid noterade att på servrar med många spelare kunde spelet bli väldigt kaotiskt och situationer kunde snabbt bli mycket instabila. Han tillade dock även att samarbete kunde skapa oförglömliga upplevelser för spelarna och ge dem en mycket stor tillfredsställelse. Tomas Helenius från FZ uppskattade flerspelarläget och ansåg att "förutom det lilla faktum att samarbete gör upplevelsen mångfalt roligare innebär det att [flera spelare] fixar uppdragen snabbare och effektivare." Peter Brown från Gamespot tyckte om att man kunde koordinera med andra spelare och leka runt i spelvärlden, men han påpekade också att det fanns möjligheten att vissa spelare kunde förstöra upplevelsen, vilket han ansåg var frustrerande. Jeff Grubb från Venturebeat uppskattade spelet och han ansåg att spela med främlingar ofta skapade många roliga ögonblick i spelet. Brandin Tyrrel från IGN sa att "Sea of Thieves fungerar bra när det behandlas som ett chattrum eller ett partyspel, där det fungerar som en accelerator för att ha det bra med människorna du är med".
Solospel fick blandade recensioner. Vissa recensenter ansåg att det var svårare att spela ensam i spelet, liksom att det ansågs vara tråkigt och irriterande, samtidigt som andra istället betraktade det som underhållande, tillfredsställande och avslappnande.
Spelupplägget fick mestadels negativa omdömen. Sam Loveridge från Gamesradar kallade resorna för "utarbetade hämta och leverera-uppdrag". Hon beklagade att det inte fanns någon möjlighet att stänga av stridsfunktionen och att spelare inte kunde anpassa sina egna karaktärer. Russ Frushtick från Polygon påpekade att spelare som beter sig störande kan göra upplevelsen frustrerande eftersom Player versus player (PvP) inte kunde inaktiveras. Han påpekade dock att spelet inte gav något incitament för spelare som ville engagera sig i PvP-strider. Tyrrel berömde spelets skeppsstrider, även om han ansåg att återhämtningssystemet var för förlåtande, då man nästan direkt kommer tillbaka utan att man förlorat något. Christian Donlan från Eurogamer ansåg att skeppsstriderna var "spännande" och vanliga strider var "knastrande och behagligt grundläggande".
Vid spelets lansering var det ett flertal recensenter som klagade på dess brist på innehåll. Helenius beklagade att spelet lanserades med "så slappt utformade uppdrag att det smärtar att tänka på hur många idiotskelett som måste hackas ihjäl och hur många skattkistor som behöver grävas fram för att närma sig endgame. Så ska ett bra spel inte kännas." Kim Orremark från Gamereactor ansåg att spelvärlden "känns tom och öde och efter ett tag avtar även den där upprymdheten av att se en annan båt komma mot dig i full kareta." Orremark sammanfattade att Sea of Theves var "ett begränsat och ytterst mediokert spel som innehåller flera delar som inte känns helt färdiga." Devore ansåg att uppdragen var enformiga och att spelvärlden inte hade så många intressanta aktiviteter att sysselsätta sig med. Paul Tamburro från Game Revolution hade liknande omdömen och påpekade att uppdragen hade för lite variation och inte gav något utrymme för kreativitet. Samtidigt berömde han sandlådeformatet, men han medgav också att det inte fanns tillräckligt med hemligheter eller berättelser som spelare kunde upptäcka i spelet. Tyler Wilde från PC Gamer gillade att utforska skeppsvraken och ansåg att dessa skapade en känsla av att man gör en upptäcktsresa. Samtidigt efterfrågade han fler framväxande händelser som skulle utspela sig ute i havet.
Efter ett år av nya uppdateringar av spelet tilldelades Sea of Thieves fler positiva recensioner från recensenter. Efter lanseringen av uppdateringen Anniversary kommenterade IGN att spelare borde ge Sea of Thieves en andra chans och att det var den "perfekta tidpunkten" att återvända till spelet. En av dess skribenter, David Jagneaux, berömde Tall Tales och dess gåtor i sin andra recension, som han beskrev som "hjärngymnastik som verkligen utmanar [spelarens] detektivfärdigheter". Nicole Carpenter från Polygon berömde uppdateringarna, då hon ansåg att dessa gjorde spelet mer "kurerat" med bättre struktur och förhållningsregler. Även Jonas Mäki från Gamereactor hyllade uppdateringarna. Mäki upptäckte att utöver att "spelkontrollen förbättrats ordentligt" hade spelet expanderats med "en riktig kampanj [...] kartan är betydligt större, världen är nedlusad med hemligheter, uppdragsvariationen är enorm och orsakerna samt redskapen för att interagera med andra har utökats rejält." Spelet tilldelades utmärkelsen Best Ongoing Game av PC Gamer år 2019, och listades samma år på Gameindustry.biz lista över årets bästa spel.

## Utmärkelser
| År   | Utmärkelser                                         | Kategori                                 | Resultat  | Ref             |
| ---- | --------------------------------------------------- | ---------------------------------------- | --------- | --------------- |
| 2016 | Game Critics Awards                                 | Best of Show                             | Nominerad | [ 125 ]         |
| 2016 | Game Critics Awards                                 | Best Original Game                       | Nominerad | [ 125 ]         |
| 2016 | Game Critics Awards                                 | Best Online Multiplayer                  | Nominerad | [ 125 ]         |
| 2016 | Gamescom 2016                                       | Best Xbox One Game                       | Vann      | [ 126 ]         |
| 2016 | Gamescom 2016                                       | Best Social/Online Game                  | Nominerad | [ 126 ]         |
| 2016 | Gamescom 2016                                       | Best Multiplayer Game                    | Vann      | [ 126 ]         |
| 2016 | Golden Joystick Awards                              | Most Wanted Game                         | Nominerad | [ 127 ]         |
| 2017 | Game Critics Awards                                 | Best Original Game                       | Nominerad | [ 128 ]         |
| 2017 | Game Critics Awards                                 | Best Online Multiplayer                  | Nominerad | [ 128 ]         |
| 2017 | Golden Joystick Awards                              | Most Wanted Game                         | Nominerad | [ 129 ]         |
| 2018 | Develop Awards                                      | Animation                                | Nominerad | [ 130 ]         |
| 2018 | Develop Awards                                      | Visual Design                            | Nominerad | [ 130 ]         |
| 2018 | Develop Awards                                      | Music Design                             | Nominerad | [ 130 ]         |
| 2018 | Develop Awards                                      | Sound Design                             | Nominerad | [ 130 ]         |
| 2018 | Develop Awards                                      | Gameplay Innovation                      | Nominerad | [ 130 ]         |
| 2018 | The Independent Game Developers' Association Awards | Best Action and Adventure Game           | Nominerad | [ 131 ] [ 132 ] |
| 2018 | The Independent Game Developers' Association Awards | Creativity Award                         | Nominerad | [ 131 ] [ 132 ] |
| 2018 | The Independent Game Developers' Association Awards | Best Audio Design                        | Nominerad | [ 131 ] [ 132 ] |
| 2018 | The Independent Game Developers' Association Awards | Visual Design                            | Vann      | [ 131 ] [ 132 ] |
| 2018 | Golden Joystick Awards                              | Best Audio Design                        | Nominerad | [ 133 ] [ 134 ] |
| 2018 | Golden Joystick Awards                              | Best Co-operative Game                   | Nominerad | [ 133 ] [ 134 ] |
| 2018 | Golden Joystick Awards                              | Xbox Game of the Year                    | Nominerad | [ 133 ] [ 134 ] |
| 2018 | The Game Awards 2018                                | Best Multiplayer Game                    | Nominerad | [ 135 ]         |
| 2019 | D.I.C.E. Awards                                     | Online Game of the Year                  | Nominerad | [ 136 ]         |
| 2019 | 15th British Academy Games Awards                   | Evolving Game                            | Nominerad | [ 137 ]         |
| 2019 | 15th British Academy Games Awards                   | Multiplayer                              | Nominerad | [ 137 ]         |
| 2019 | Ivor Novello Awards                                 | Best Original Video Game Score           | Vann      | [ 138 ]         |
| 2019 | The Independent Game Developers' Association Awards | Best Social Game                         | Nominerad | [ 139 ]         |
| 2019 | Golden Joystick Awards                              | Best Game Expansion (Anniversary Update) | Nominerad | [ 140 ]         |
| 2021 | 17th British Academy Games Awards                   | Evolving Game                            | Vann      | [ 141 ]         |